# Club Real Tomayapo
Club Real Tomayapo ist ein Fußballverein aus Tarija in Bolivien. Der Verein wurde 1999 gegründet und trägt seine Heimspiele im Estadio IV Centenario aus.

## Geschichte
Der Verein wurde am 2. Februar 1999 gegründet. Er ist nach dem Kanton Tomayapo, der 50 Kilometer von der Stadt Tarija entfernt liegt und für seine Pfirsichproduktion bekannt ist, benannt. Der Verein wurde kurz nach seiner Gründung in eine lokale Amateurliga aufgenommen.
Nach dem Start in der Amateurliga Gremial Obrera schaffte Real Tomayapo den Aufstieg in die regionale Spielklasse von Tarija (Primera B) und belegte bei seiner ersten Teilnahme im Jahr 2013 mit 21 Punkten aus 14 Spielen den vierten Platz. 2015 gelang schließlich der Aufstieg in die höchste regionale Spielklasse (Primera B) und 2019 folgte der Aufstieg in die zweithöchste nationale Spielklasse (Copa Simón Bolívar). 2020 stieg der Verein erstmals in die höchste Spielklasse (Liga de Fútbol Profesional Boliviano) des Landes auf.